# Nie Rongzhen

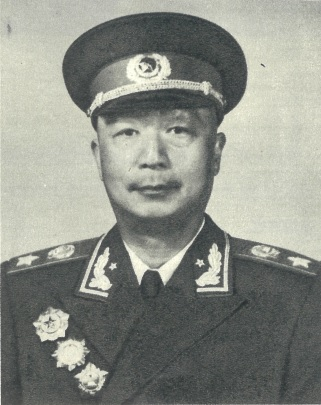
Nie Rongzhen (1955)

Nie Rongzhen (chinesisch 聶榮臻 / 聂荣臻, Pinyin Niè Róngzhēn) (* 29. Dezember 1899 in Jiangjin; † 14. Mai 1992 in Peking) war ein chinesischer Militärführer und Industriepolitiker. Er war einer der Zehn großen Marschälle der Volksbefreiungsarmee und einer der wichtigsten Vertreter der zweiten Generation der KPCh. Von 1949 bis 1951 war er Bürgermeister von Peking und von 1945 bis 1985 Mitglied des Zentralkomitees der Kommunistischen Partei Chinas.

## Jugend und Studium

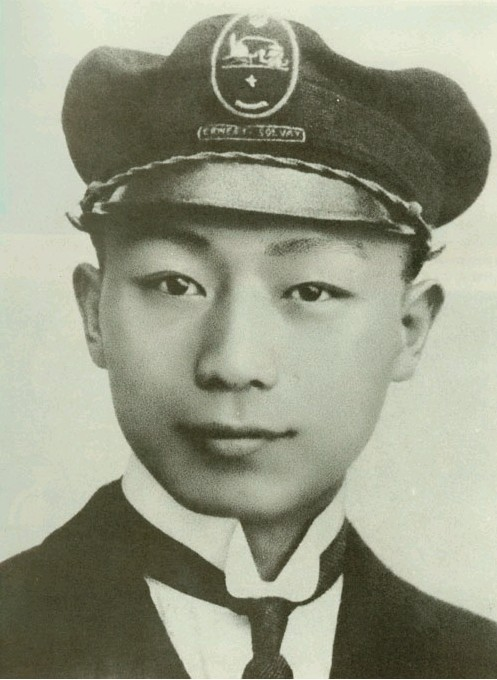
Nie Rongzhen als Ingenieurstudent in Belgien 1922

Nie Rongzhen wurde am 29. Dezember 1899, dem 25. Jahr der Regierungsperiode Guangxu, im Dorf Shiyanzi (石院子) der Gemeinde Wutan (吴滩乡) im Kreis Jiangjin geboren, heute ein Stadtbezirk von Chongqing. Im Alter von acht Jahren begann er eine von seinem Großvater mütterlicherseits betriebene, private Einklassenschule (私塾) zu besuchen, die allerdings nach drei Jahren ihren Betrieb einstellte. Nach dem Besuch einer weiteren Privatschule kam er schließlich 1913 auf eine reguläre Grundschule in Wutan, bald darauf in ein Grundschülerinternat im damaligen Kreis Yongchuan. Im Sommer 1917, mit 17 Jahren, bestand Nie Rongzhen schließlich die Aufnahmeprüfung für das Gymnasium Jiangjin. Als 1919 in Peking die Bewegung des vierten Mai ausbrach, beteiligte er sich an Aktionen der örtlichen Gymnasiasten und Studenten. Die Militärpolizei übernahm die Kontrolle über das Gymnasium Jiangjin, er konnte dort nicht mehr zur Schule gehen und beschloss, stattdessen in Frankreich zu arbeiten und gleichzeitig zu studieren, eine damals im chinesischen Bildungsbürgertum recht verbreitete Methode, den Horizont zu erweitern.
Am 9. Dezember 1919 schiffte er sich in Shanghai ein und kam am 14. Januar 1920 in Marseille an. Dort gab es damals einen Chinesisch-Französischen Bildungsverein (华法教育会, Pinyin Huá-Fǎ Jiàoyùhuì), der für ihn einen Platz am Gymnasium Montargis arrangierte, um Französisch zu lernen. Dort lernte er mehrere weitere Chinesinnen und Chinesen kennen, unter anderem Xiang Jingyu, Chen Yi und Deng Xiaoping, mit dem er bis an sein Lebensende befreundet bleiben sollte. Nach einiger Zeit war Nie Rongzhens mitgebrachtes Geld aufgebraucht, und er begann als Werkstudent in verschiedenen Fabriken zu arbeiten: Kautschukfabrik Hutchinson in Châlette-sur-Loing bei Montargis, Stahlwerk Schneider & Cie. in Le Creusot, Autofabrik Renault.
Obwohl er dort nur Hilfsarbeiten verrichtete, verschaffte ihm dies einen Einblick in die praktischen Arbeitsabläufe in verschiedenen Industriezweigen.
Ab Februar 1921 nahm Nie Rongzhen an Studentenprotesten gegen die Beiyang-Regierung teil, sowohl vor der chinesischen Botschaft in Paris als auch am gerade gegründeten Institut franco-chinois de Lyon. Diese Proteste wurden alle von der französischen Polizei niedergeschlagen, mehr als 100 Studenten wurden ausgewiesen und nach China zurückgeschickt. Nie Rongzhen ging dagegen Ende 1921 nach Belgien, wo er sich am Polytechnikum Paul Pastur in Charleroi für Chemieingenieurwesen einschrieb. Am 18. Juni 1922 gründeten Zhao Shiyan, Zhou Enlai, Li Weihan, Zheng Chaolin und eine Reihe weiterer in Frankreich, Deutschland und Belgien studierender Chinesen die „Kommunistische Jugendpartei Chinas“ (中国少年共产党, Pinyin Zhōngguó Shàonián Gòngchǎndǎng).
Noch im Juni 1922 trat Nie Rongzhen dieser Organisation bei, wo er bald Funktionärsaufgaben wahrnahm, im Frühjahr 1923 dann der KPCh. Im Herbst 1924 begab er sich nach Moskau, um an der Kommunistischen Universität der Werktätigen des Ostens zu studieren, dann in einer Klasse speziell für Chinesen an der Militärakademie der Roten Arbeiter- und Bauernarmee.

## Militärische Laufbahn

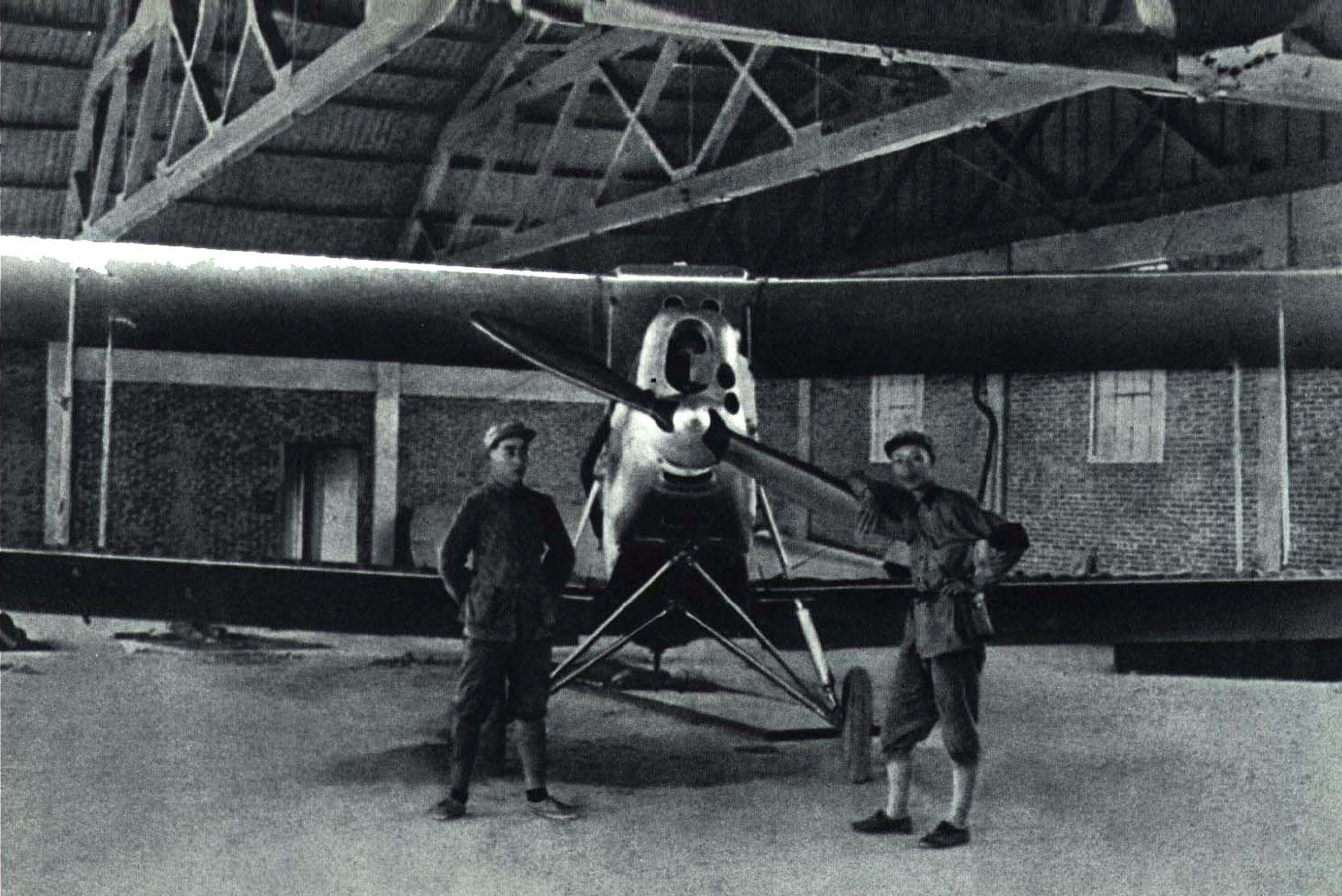
Lin Biao (links) und Nie Rongzhen vor einem im April 1932 in Zhangzhou eroberten Flugzeug der Kuomintang

Im September 1925 kehrte Nie Rongzhen nach China zurück und begann an der Whampoa-Militärakademie bei Kanton unter Zhou Enlai als Sekretär des Politischen Ausschusses (政治部) und als politischer Ausbilder zu arbeiten. Nach dem sogenannten „Kanton-Putsch“ vom 20. März 1926 (三二〇事件) als Jiang Kai-shek das Militärrecht ausrief und zahlreiche Kommunisten verhaften ließ, wurde Nie Rongzhen in Whampoa entlassen und war von da an als Politkommissar der KPCh bei diversen Militäreinheiten tätig. Ab dem 12. März 1932 war er Politkommissar bei der von Lin Biao kommandierten 1. Heeresgruppe der Roten Armee (中国工农红军第一军团), mit der er ab Oktober 1934 am Langen Marsch teilnahm, dann an diversen Feldzügen gegen die Kuomintang.
Nach dem Ausbruch des Antijapanischen Krieges am 7. Juli 1937 wurde Nie Rongzhen im August 1937 zum Generalmajor ernannt und erhielt einen regulären Militärposten als stellvertretender Kommandeur der 115. Division der 8. Marscharmee; Divisionskommandeur war Lin Biao. Nie Rongzhen zog mit ursprünglich 3000 Mann in das Wutai-Gebirge in Nordchina und schuf dort ein Netzwerk von antijapanischen Stützpunktgebieten. 1939 kontrollierte er so ein Gebiet von 72 Kreisen mit einer Gesamtbevölkerung von 12 Millionen; seine Truppe war zu diesem Zeitpunkt auf fast eine Million Mann angewachsen. Die Japaner griffen das Gebiet mehrmals an, aber da Nie Rongzhen seine Männer in kleine Guerilla-Einheiten aufgeteilt hatte, die den Feind immer wieder aus dem Hinterhalt angriffen, konnten sie keine langfristigen Erfolge erzielen. Auf dem 7. Parteitag der KPCh (23. April – 11. Juni 1945) in Yan’an wurde Nie Rongzhen ins Zentralkomitee der Kommunistischen Partei Chinas gewählt.
Nachdem KPCh und Kuomintang am 10. Januar 1946 durch Vermittlung des US-Generals George C. Marshall einen Waffenstillstand geschlossen hatten, entließ Nie Rongzhen einen großen Teil seiner Männer ins Zivilleben. Dies sollte sich als Fehler erweisen. Ende Juni 1946 griff die Kuomintang in der chinesischen Zentralebene an,
und die Rote Armee erlitt schwere Rückschläge. Erst im April 1947 konnte Nie Rongzhen das Blatt wenden. Im Mai 1948 beschloss das Zentralkomitee der KPCh, die befreiten Gebiete im Norden im „Militärbezirk Nordchina“ (华北军区) zusammenzufassen; Nie Rongzhen wurde Oberkommandeur des neuen Militärbezirks. Nachdem die Rote Armee im Dezember 1948 Tianjin besetzt hatte, führten Nie Rongzhen und Lin Biao mit Zustimmung Mao Zedongs Friedensgespräche mit dem geschlagenen Kuomintang-Kommandeur Fu Zuoyi, um eine gewaltlose Übergabe Pekings (damals „Beiping“ genannt) zu erreichen. Die Gespräche waren erfolgreich: am 31. Januar 1949 ergab sich die Garnison Peking, rund 250.000 Mann, und die Rote Armee marschierte ohne Widerstand in die Stadt ein. Am 8. September 1949 wurde Nie Rongzhen zum Bürgermeister von Peking ernannt, ein Posten, auf den er im November 1949 nach Ausrufung der Volksrepublik China erneut gewählt wurde. Es waren schwierige Zeiten: Fu Zuoyis Truppen mussten in die Volksbefreiungsarmee integriert bzw. entlassen werden. Die entlassenen Soldaten fanden oft keine Arbeit und wurden zu Banditen mit Schlupfwinkeln in den Außenbereichen der Stadt, die von der Pekinger Polizei bekämpft werden mussten. Gleichzeitig war die Polizei mit einer hohen Kriminalität in der Innenstadt konfrontiert. Am 26. Februar 1951 übergab Nie Rongzhen das Bürgermeisteramt an Peng Zhen.
Nachdem die „Revolutionäre Militärkommission des Chinesischen Volkes“ (中国人民革命军事委员会, Pinyin Zhōngguó Rénmín Gémìng Jūnshì Wěiyuánhuì) von der Politischen Konsultativkonferenz des Chinesischen Volkes mit dem am 29. September 1949 verabschiedeten „Gemeinsamen Programm der Politischen Konsultativkonferenz des Chinesischen Volkes“, einer Art Interimsverfassung, in den Rang eines Verfassungsorgans erhoben worden war, wurde Nie Rongzhen am 19. Oktober 1949 zum Generalstabschef der Militärkommission ernannt, am 19. Juni 1954 auch noch zum stellvertretenden Vorsitzenden. Am 28. September 1954 wurde jedoch im Zusammenhang mit der Verabschiedung der ersten ordentlichen Verfassung Chinas am 20. September 1954 die Revolutionäre Militärkommission durch die „Zentrale Militärkommission der Kommunistischen Partei Chinas“ (中共中央军事委员会, Pinyin Zhōng Gòng Zhōngyāng Jūnshì Wěiyuánhuì) ersetzt, in der er dann nicht mehr vertreten war. Stattdessen wechselte er mit Wirkung vom 29. September 1954 als stellvertretender Vorsitzender in den neugeschaffenen „Nationalen Verteidigungsrat der Volksrepublik China“ (中华人民共和国国防委员会, Pinyin Zhōnghuá Rénmín Gònghéguó Guófáng Wěiyuánhuì), der nur ein beratendes Organ war. Diesen Posten behielt er bis zur Auflösung des Verteidigungsrats am 17. Januar 1975 inne. Im September 1959 wurde Nie Rongzhen dann doch noch als stellvertretender Vorsitzender in die Zentrale Militärkommission der KPCh berufen, eine Funktion, die er bis Januar 1987 innehatte. Am 27. September 1955 wurde er zusammen mit neun weiteren Generälen zum Feldmarschall (元帅) ernannt.

## Industriepolitik
Im September 1952 führte China die Planwirtschaft ein. Ab Februar 1953 bereiste eine Delegation von 26 Mitgliedern der Chinesischen Akademie der Wissenschaften unter der Führung des Kernphysikers Qian Sanqiang drei Monate lang die Sowjetunion, um in Erfahrung zu bringen, wie man dort nach der Oktoberrevolution 1917 auf der Basis des Alten aufbauend eine Industrienation geschaffen hatte. Ein Ergebnis dieses Besuchs war das „Informationsmaterial für die Formulierung eines Fünfzehnjahres-Perspektivplans“ (编制十五年远景计划的参考材料), das die Staatliche Planungskommission Ende August 1954 an alle Ministerien des Staatsrats der Volksrepublik China schickte.
Nie Rongzhen hatte zwar sein Chemieingenieur-Studium nicht abgeschlossen, aber im Juli 1955 wurden er, der Wirtschaftspolitiker Chen Yun und Bo Yibo, bis 1953 Finanzminister der Volksrepublik China, damit beauftragt, den Aufbau einer chinesischen Atomindustrie vorzubereiten, zunächst für friedliche Zwecke. Am 10. Mai 1956 reichte Feldmarschall Nie, seit 14. März 1956 Leiter der Kommission für Luftfahrtindustrie beim Verteidigungsministerium, jedoch beim Staatsrat und der Zentralen Militärkommission in Memorandum mit dem Titel „Erste Ansichten bezüglich des Aufbaus der Raketenforschung in unserem Land“ (关于建立我国导弹研究工作的初步意见) ein. Bereits im März 1956 war eine Wissenschaftlerkommission eingerichtet worden, die Ende August 1956 die „Rohfassung des Grundrisses eines Perspektivplans für die Entwicklung von Wissenschaft und Technologie in den Jahren 1956–1967“ (《1956—1967年科学技术发展远景规划纲要(草案)》) vorlegte. Ab Oktober nahm Nie Rongzhen in leitender Funktion an dem kurz „Zwölfjahresplan für Wissenschaft und Technik“ (十二年科技规划) genannten Projekt teil, das bald darauf von Staatsrat und dem Zentralkomitee der KPCh gebilligt und in Kraft gesetzt wurde.
Im November 1956 wurde Nie Rongzhen zum stellvertretenden Premierminister ernannt und übernahm im Staatsrat die Aufgaben von Chen Yi, ebenfalls stellvertretender Premierminister, als Koordinator für Wissenschaft und Technik.

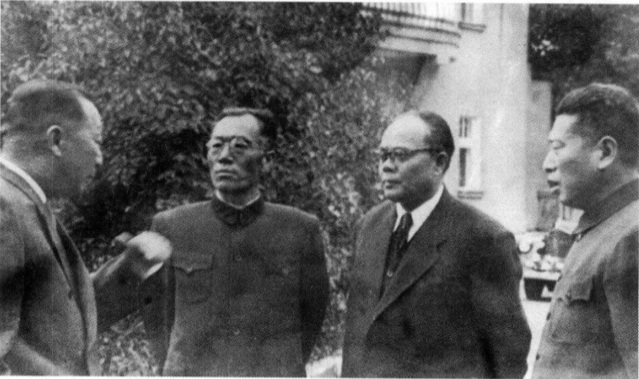
Nie Rongzhen, Wan Yi, Li Qiang und Song Renqiong 1957 in Moskau

In dieser Eigenschaft berief er am 24. April 1957 eine Sitzung ein, an der unter anderem Großgeneral Chen Geng (陈赓, 1903–1961), Rektor der Militärakademie für Ingenieurwissenschaften in Harbin, teilnahm, um Fragen der Raketenforschung und des Nachbaus sowjetischer Raketenmodelle zu besprechen. Nach Vorabstimmung auf Regierungsebene und Erarbeitung eines Katalogs mit Verhandlungspunkten betreffend die Entwicklung und militärischen Anwendungsmöglichkeiten einer Atomindustrie in China sowie der Mittel, um Kernwaffen ins Ziel zu bringen, brach am 7. September 1957 eine Delegation unter der Leitung von Nie Rongzhen, Chen Geng und Song Renqiong, dem Leiter des Dritten Ministeriums für Maschinenbauindustrie (第三机械工业部, Pinyin Dì Sān Jīxiè Gōngyè Bù), das seit 1955 für die chinesische Atomindustrie zuständig war,
nach Moskau auf. Außerdem befanden sich in der Delegation neun Experten, darunter Qian Xuesen, Wan Yi (万毅, 1907–1997), stellvertretender Leiter des damals für Schwerindustrie zuständigen Zweiten Ministeriums für Maschinenbauindustrie, und Li Qiang (李强, 1905–1996), stellvertretender Minister für Außenhandel und Mitglied der von Nie Rongzhen geleiteten Kommission für Luftfahrtindustrie beim Verteidigungsministerium der Volksrepublik China.
Obwohl Nie Rongzhen und Li Qiang im Sommer 1957 bereits Vorarbeit geleistet hatten, zogen sich die Verhandlungen in Moskau über mehr als einen Monat hin. In fünf Arbeitsgruppen wurden die Bereiche Kernenergie, militärische Zusammenarbeit, Raketen, Flugzeuge und Langwellen-Funkstationen besprochen, während Nie Rongzhen in ständigem Kontakt mit Premierminister Zhou Enlai, Verteidigungsminister Peng Dehuai und Li Fuchun (李富春, 1900–1975), dem Leiter der Staatlichen Planungskommission, stand. Am 15. Oktober 1957 unterzeichneten Vizepremier Nie und Michail Georgijewitsch Perwuchin, stellvertretender Vorsitzender des Ministerrats der UdSSR, das „Übereinkommen zwischen der Chinesischen Regierung und der Regierung der Sowjetunion über die Herstellung neuartiger Waffen und militärischer Ausrüstung sowie den Aufbau einer umfassenden Atomindustrie in China“. Auf der Basis dieses Übereinkommens kamen bis zum Bruch mit der Sowjetunion 1960 rund 1400 sowjetische Berater nach China. Ende 1958 waren dies unter anderem 111 Atomexperten, 43 auf den Abbau von Uran spezialisierte Geologen und 340 Militärberater.
Mehr als 250 wissenschaftliche und technische Kooperationsprojekte wurden durchgeführt,
darunter der Bau der „Chinesischen Mehrzweck-Versuchs-Basis für Raketen; Schießplatz“ (中国导弹综合试验基地; 靶场), das spätere Kosmodrom Jiuquan, und des Kernwaffentestgeländes Lop Nor. Die erste Gruppe sowjetischer Raketenexperten traf am 30. Dezember 1957 in Peking ein,
am 15. Februar 1958 wurde Nie Rongzhen zum Koordinator für beide Projekte ernannt.
Während die chinesische Regierung auf der einen Seite mit dem Großen Sprung nach vorn einen in die Breite gehenden Aufbau des Landes mit einfachen Mitteln anstrebte – was schon damals nicht unumstritten war –, wurde parallel dazu am 16. Oktober 1958 mit der Umwandlung der Kommission für Luftfahrtindustrie beim Verteidigungsministerium in die „Kommission für Wehrtechnik der Volksbefreiungsarmee“ eine Behörde geschaffen, die sich um Hochtechnologie kümmern sollte. Nie Rongzhen wurde Vorsitzender der Wehrtechnik-Kommission, Chen Geng sein Stellvertreter. Einen Monat später, am 23. November 1958, wurde als ziviles Pendant dazu die Staatskommission für Wissenschaft und Technologie (中华人民共和国科学技术委员) geschaffen, die Vorgängerorganisation des heutigen Ministeriums für Wissenschaft und Technologie, deren Vorsitz ebenfalls Nie Rongzhen übernahm. Alle technischen Universitäten des Landes, sowohl die militäreigenen als auch die zivilen, wurden der Wehrtechnik-Kommission der Volksbefreiungsarmee unterstellt.
Mit seiner Ernennung zum Vorsitzenden der beiden Kommissionen war Nie Rongzhen nun für das chinesische Raketenprogramm, die Entwicklung der chinesischen Atombombe und das Satellitenprogramm zuständig. Als er im September 1959 zum stellvertretenden Vorsitzenden der Zentralen Militärkommission ernannt wurde, war auch dort sein Hauptaufgabenfeld die Entwicklung moderner Waffen. Nach dem Abzug der sowjetischen Berater im Sommer 1960 gestaltete sich dies ausgesprochen schwierig. In mehreren Eingaben an das Zentralkomitee der KPCh sowie an Mao Zedong und Zhou Enlai persönlich betonte Nie Rongzhen, dass sich China primär aus eigener Kraft emporarbeiten sollte, sich aber auch um auswärtige Hilfe bemühen und die erzielten Ergebnisse der kapitalistischen Länder studieren sollte. Mit dieser Ansicht war Nie Rongzhen keineswegs allein. Im Juli 1962 hatte Deng Xiaoping, damals Generalsekretär des Politbüros der KPCh, konstatiert, dass es keine Rolle spiele, ob Katzen weiß oder schwarz wären; solange sie Mäuse fingen, wären es alle gute Katzen. Liu Shaoqi, Präsident der Volksrepublik China, hatte sich ähnlich geäußert. Am Ende blieb man dann aber doch bei der Autarkie, insbesondere nachdem die Volksbefreiungsarmee unter Lin Biao im Herbst 1962 den Indisch-Chinesischen Grenzkrieg gewonnen und am 16. Oktober 1964 die erste chinesische Atombombe gezündet hatte.

## Kulturrevolution
Von der im Frühsommer 1966 ausgebrochenen Kulturrevolution war Nie Rongzhen zunächst nicht betroffen. Am 12. August 1966 wurde er auf der 11. Tagung des 8. Zentralkomitees der KPCh sogar ins Politbüro gewählt, und am 27. Oktober 1966 überwachte er auf dem Kosmodrom Jiuquan persönlich den Start einer Dongfeng-2A-Mittelstreckenrakete, die einen Atomsprengkopf zum Kernwaffentestgeländes Lop Nor trug, wo er präzise in der Atmosphäre detonierte. Am 19. Januar 1967 geriet Nie Rongzhen auf einer kurzen Arbeitsbesprechung der Zentralen Militärkommission erstmals mit Jiang Qing, Chen Boda, Kang Sheng und Yao Wenyuan von der Gruppe Kulturrevolution aneinander, als diese forderten, es müssten auch in der Volksbefreiungsarmee kulturrevolutionäre Aktivitäten stattfinden. Nie Rongzhen war sich sowohl mit seinen beiden Feldmarschall-Kollegen Xu Xiangqian und Ye Jianying als auch mit Verteidigungsminister Lin Biao einig, dass bei der Truppe Stabilität nötig wäre.
Bei einer weiteren Sitzung am 16. Februar 1967 griff Nie Rongzhen die Gruppe Kulturrevolution erneut an, wofür er im März erstmals öffentlich kritisiert wurde. Dies hatte auf Nies Arbeit und die Abläufe in der Wehrtechnik-Kommission der Volksbefreiungsarmee jedoch keinen Einfluss. Am 17. Juni 1967 überwachte er persönlich die erfolgreiche Detonation der ersten chinesischen Wasserstoffbombe auf dem Testgelände Lop Nor.
Ab Oktober 1968 wurden Nie Rongzhen und weitere Generäle unter dem Vorwand, „finstere Hintermänner“ (黑后台) abgesetzter Politiker zu sein, immer wieder kritisiert. Im Februar 1969 endete das damit, dass Nie Rongzhen dazu abkommandiert wurde, in der Dritten Chemiefabrik (北京化工三厂) im Dorf Songjiazhuang am südlichen Stadtrand von Peking einfache Arbeiten zu verrichten, um in engeren Kontakt mit den Volksmassen zu kommen, ein unter der Bezeichnung 下放 (Pinyin xiàfàng) bekannter Brauch, der in der KPCh seit Juli 1941 praktiziert wurde.
Dann eskalierten die Spannungen mit der Sowjetunion. Am 18. Oktober 1969 erließ Lin Biao seinen „Befehl Nr. 1“ (林副统帅一号战斗号令, Pinyin Lín Fùtǒngshuài Yīhào Zhàndòu Hàolìng), mit dem die gesamten Streitkräfte des Landes in höchste Alarmbereitschaft versetzt und angewiesen wurden, sich weit zu verstreuen, um bei dem von der Sowjetunion angedrohten nuklearen Erstschlag möglichst kein Ziel zu bieten. Auch die Führungsebene verließ die Hauptstadt:
Zhu De ging nach Kanton, Ye Jianying nach Changsha und Nie Rongzhen nach Handan im Süden der Provinz Hebei. Im Februar 1970 kehrte Nie Rongzhen jedoch nach Peking zurück, um ein Ekzem behandeln zu lassen. Danach nahm er wieder voll am Politikbetrieb teil, so zum Beispiel an der 2. Tagung des 9. Zentralkomitees der KPCh in Lushan (23. August – 6. September 1970). Im Laufe des Jahres 1971 wurde er zwar wieder von Jiang Qing kritisiert, bei den Wahlen Ende 1974 wurde er dann aber als einer von 486 Abgeordneten der Volksbefreiungsarmee, die wegen der häufigen Versetzungen einen eigenen Wahlkreis bildet, in den Nationalen Volkskongress gewählt.
Von diesem wurde er auf seiner konstituierenden Sitzung im Januar 1975 zum stellvertretenden Vorsitzenden des Ständigen Ausschusses des Nationalen Volkskongresses gewählt (Vorsitzender des Ständigen Ausschusses war bis zu seinem Tod 1976 Zhu De).

## Reform- und Öffnungspolitik
Nach dem Sturz der Viererbande am 9. Oktober 1976 behielt Nie Rongzhen zunächst seine Ämter in der Zentralen Militärkommission, im Ständigen Ausschuss des Volkskongresses und im Zentralkomitee der KPCh; im August 1977 wurde er erneut ins Politbüro gewählt. Auf einem Treffen des Politbüros am 18. August 1980 hielt Deng Xiaoping, Vizevorsitzender des Gremiums, eine vielbeachtete Rede, in der er personelle Veränderungen im Nationalen Volkskongress ankündigte, die dazu gedacht waren, die Konzentration von Macht in den Händen weniger, also Ämterhäufung, zu reduzieren und die öffentliche Wahrnehmung zu korrigieren, dass Staat und Partei identisch wären.
Zehn Tage vor dieser Rede, am 8. August 1980, hatte Nie Rongzhen beim Zentralkomitee der KPCh schriftlich darum gebeten, von seinem Posten als Stellvertretender Vorsitzender des Ständigen Ausschusses des Nationalen Volkskongresses zurücktreten zu dürfen. In ihrer Sitzung am 10. September 1980 billigte die Vollversammlung des Nationalen Volkskongresses Feldmarschall Nies Rücktrittsgesuch.
Zwischen 1983 und 1985 fand im Zuge von Deng Xiaopings Reform- und Öffnungspolitik neben wirtschaftlichen Maßnahmen wie der Öffnung von Küstenstädten für ausländische Investitionen auch ein Generationswechsel beim Führungspersonal statt. So wurden im Frühjahr 1983 650 von 1082 Provinzkadern ausgetauscht oder ihre Positionen gestrichen, und von den 656 Kadern, die im September 1983 noch Führungspositionen in den Provinzen innehatten, waren zwei Jahre später noch 75 übrig. Ähnliches spielte sich auf der Landesebene ab. Am 23. August 1985 schrieb Nie Rongzhen an das Zentralkomitee und bat unter Verweis auf sein Alter von fast 86 Jahren und seine angegriffene Gesundheit darum, sich aus diesem Gremium zurückziehen zu dürfen. Ähnliche Rücktrittsgesuche wurden von 130 weiteren alten Parteiführern eingereicht, darunter auch Ye Jianying. Einige Tage später wurde bekannt, dass insgesamt 1,1 Millionen alte Kader um Pensionierung gebeten hatten. Rechtskräftig wurden diese Rücktrittsgesuche auf dem Außerordentlichen Parteitag, der vom 18. bis 23. September 1985 abgehalten wurde, sowie auf der Sitzung des Zentralkomitees vom 24. September. Einschließlich Nie Rongzhen waren 10 von 27 Mitgliedern des Politbüros zurückgetreten, fast alle davon alte Generäle, während fast alle der sechs Männer, die sie ersetzten, Zivilisten waren.
Im Januar 1987 zog sich Nie Rongzhen dann auch noch aus der Zentralen Militärkommission zurück. An der Trauerfeier für Hu Yaobang am 22. April 1989 nahm er bereits im Rollstuhl teil.
Geistig war Nie Rongzhen jedoch noch rege. So verfasste er zum Beispiel eine schriftliche Kritik an Zhao Ziyangs Verhalten während der Pekinger Unruhen im Frühsommer 1989, die am 21. Juni 1989 auf der erweiterten Sitzung des Politbüros verlesen wurde. Am späten Abend des 14. Mai 1992 verstarb er als letzter der Zehn großen Marschälle im Alter von 92 Jahren.
Ein Teil seiner Asche wurde auf dem Märtyrerfriedhof des Kosmodroms Jiuquan bestattet.

## Ämter
Nie Rongzhen hatte in der Volksrepublik China zahlreiche Ämter inne. Hier eine tabellarische Auflistung:
| Zentralkomitee der Kommunistischen Partei Chinas                                            | April 1945 – September 1985                               |
| Politbüro der Kommunistischen Partei Chinas                                                 | August 1966 – April 1969 und August 1977 – September 1985 |
| Bürgermeister von Peking                                                                    | September 1949 – Februar 1951                             |
| Generalstabschef der Revolutionären Militärkommission des Chinesischen Volkes               | Oktober 1949 – September 1954                             |
| Stellvertretender Vorsitzender der Revolutionären Militärkommission des Chinesischen Volkes | Juni 1954 – September 1954                                |
| Stellvertretender Vorsitzender des Nationalen Verteidigungsrats der Volksrepublik China     | September 1954 – Januar 1975                              |
| Stellvertretender Vorsitzender der Zentralen Militärkommission der KPCh                     | September 1959 – Januar 1987                              |
| Abgeordneter der Nationalen Volkskongresses                                                 | September 1954 – Februar 1983                             |
| Stellvertretender Premierminister der Volksrepublik China                                   | November 1956 – Januar 1975                               |
| Stellvertretender Vorsitzender des Ständigen Ausschusses des Nationalen Volkskongresses     | Januar 1975 – September 1980                              |
| Vorsitzender der Kommission für Luftfahrtindustrie beim Verteidigungsministerium            | März 1956 – Oktober 1958                                  |
| Vorsitzender der Kommission für Wehrtechnik der Volksbefreiungsarmee                        | Oktober 1958 – Juli 1973                                  |
| Vorsitzender der Staatskommission für Wissenschaft und Technologie                          | November 1958 – Juni 1970                                 |